# Galliumarsenid
Die binäre Verbindung Galliumarsenid (GaAs) ist ein Halbleiterwerkstoff, der sowohl halbleitend (mit Elementen aus den Gruppen II, IV oder VI des Periodensystems dotiert) als auch semiisolierend (undotiert) sein kann. Die auf diesem Substratmaterial aufbauenden Verbindungen und Epitaxie-Schichten werden zur Herstellung elektronischer Bauelemente benötigt, die bei Hochfrequenzanwendungen und für die Umwandlung elektrischer in optische Signale eingesetzt werden.

## Kristallstruktur

Vereinfachte Bandstruktur von GaAs bei Raumtemperatur (300 K)

Galliumarsenid kristallisiert im kubischen Kristallsystem in der Raumgruppe F43m (Raumgruppen-Nr. 216) mit dem Gitterparameter a = 5,653 Å sowie vier Formeleinheiten pro Elementarzelle und ist isotyp zur Struktur der Zinkblende. Die Kristallstruktur besteht aus zwei ineinandergestellten kubisch-flächenzentrierten Gittern (kubisch-dichteste Kugelpackungen), die von Gallium- (Gruppe III) bzw. Arsen-Atomen (Gruppe V) aufgebaut werden und die um ein Viertel der Raumdiagonalen der kubischen Elementarzelle gegeneinander verschoben sind. Die Galliumatome besetzen damit die Hälfte der Tetraederlücken der Packung aus Arsenatomen und umgekehrt. Galliumarsenid ist ein intrinsischer direkter Halbleiter mit einer Bandlücke von 1,424 eV bei Raumtemperatur (300 K). Die Dichte der Verbindung beträgt 5,315 g/cm3, ihr Schmelzpunkt liegt bei 1238 °C.

## Anwendungsgebiete

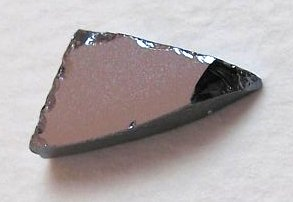
GaAs Abschnitt eines Einkristalls

In der Grundlagenforschung und der Halbleiterindustrie wird GaAs vor allem im Rahmen des Materialsystems Aluminiumgalliumarsenid zur Herstellung von Halbleiter-Heterostrukturen verwendet. Bauteile aus Galliumarsenid weisen eine ca. zehnmal so hohe Transitfrequenz wie ihre vergleichbaren Pendants aus Silicium auf. Sie weisen geringeres Rauschen auf und damit aufgebaute elektrische Schaltungen haben einen geringeren Energiebedarf als ihre direkten Äquivalente aus Silicium. Galliumarsenid ist ein Basismaterial für High-Electron-Mobility-Transistoren und Gunndioden, welche in der Hochfrequenztechnik eingesetzt werden. Daraus lassen sich rauscharme Hochfrequenzverstärker (LNA) aufbauen, welche unter anderem in Mobiltelefonen, in der Satellitenkommunikation oder bei phasengesteuerten Radaranlagen Anwendung finden.
Darüber hinaus wird Galliumarsenid benutzt, um mit Hilfe von Lasern bzw. oberflächenemittierenden Lasern Informationen durch Glasfasernetze zu senden sowie Satelliten mit Energie aus Solarzellen (Photovoltaik) zu versorgen. Im Alltag kommt Galliumarsenid in Leucht- und Laserdioden der Farben Infrarot bis Gelb zur Anwendung.
Eine weitere Anwendung von Galliumarsenid in der Forschung ist die Verwendung als Photokathode in der Inversen Photoemissionsspektroskopie, wo mit Galliumarsenid insbesondere eine Spinpolarisation des Elektronenstrahls erzeugt werden kann.
Auch die faseroptische Temperaturmessung stellt ein Anwendungsgebiet für Galliumarsenid dar. Hierbei werden die Glasfaserspitzen von faseroptischen Sensoren mit einem Galliumarsenid-Kristall bestückt, der im Hinblick auf seine Eigenschaft, unter Temperatureinwirkung die Lage seiner Bandkante zu verändern, ausgewertet wird.
Dennoch hat Galliumarsenid das Silicium als Massen-Halbleiter für eher alltägliche Anwendungen nicht verdrängen können. Die hauptsächlichen Gründe dafür sind die im Vergleich zum extrem häufigen Element Silicium wesentlich höheren Preise der deutlich selteneren Ausgangsstoffe Gallium und Arsen sowie die aufwendigere Technologie zur Herstellung von Einkristallen. Dieser hohe technologische Aufwand begrenzt zugleich die Masse und den Durchmesser der Galliumarsenid-Einkristalle. Außerdem lassen sich in Silicium leichter isolierende Bereiche erzeugen – meist in Form von Siliciumdioxid –, als es im Galliumarsenid möglich ist. Da im GaAs wegen der im Vergleich zum Silicium deutlich geringeren Mobilität seiner leitenden Defektelektronen (den sogenannten „Löchern“) auch keine guten p-Kanal-Feldeffekttransistoren realisiert werden können, ist die CMOS-Schaltungstechnik in GaAs nicht möglich; dadurch kehrt sich der energetische Vorteil von GaAs für viele Anwendungszwecke ins Gegenteil um.

## Gesundheitliche Gefahren
Bei der Herstellung von GaAs kommt das giftige Arsen zum Einsatz. Problematisch sind auch die flüchtigen giftigen Zwischenprodukte während der Herstellung von GaAs, wie die beim Ätzen von GaAs entstehende Arsensäure. Galliumarsenid kann beim Menschen Krebs auslösen. Sowohl das Element Arsen als auch seine Oxide sind bei – für metallische oder halbmetallische Werkstoffe – verhältnismäßig niedrigen Temperaturen flüchtig, was besondere Aufmerksamkeit und Vorkehrungen bei der Produktion und Verarbeitung (bzw. Entsorgung in einer Müllverbrennungsanlage) erfordert, damit keine giftigen Produkte (z. B. so genannter Hüttenrauch) in die Umwelt gelangen.

## Herstellung
Die Herstellung von Galliumarsenid-Einkristallen (Kristallzüchtung) erfolgt aus einer Schmelze der beiden Elemente Gallium und Arsen durch dampfdruckgesteuerte Tiegelziehverfahren, beispielsweise Liquid Encapsulated Czochralski- oder Vertical Gradient Freeze-Verfahren (LEC bzw. VGF-Verfahren). Stand der Technik sind Wafer mit einem Durchmesser von 150 mm, wobei die Möglichkeit zur Fertigung von Wafern mit 200 mm Durchmesser nachgewiesen wurde.
GaAs- oder AlGaAs-Schichten können epitaktisch auf entsprechenden Substraten hergestellt werden, solche Schichten sind ebenfalls Einkristalle. Üblicherweise geschieht dies mit einer Rate von ca. 1 µm/h abhängig von dem Epitaxieverfahren.